# 서산류방택천문기상과학관
서산류방택천문기상과학관(Ryubangtaek Science Museum)은 천상열차분야지도를 제작한 류방택의 정신을 본받아 충청남도의 과학 문화 확산을 위하여 류방택의 고향인 서산시에 건립된 공개 천문 관측대이다. 2010년 9월 1일에 정식으로 개관하였다.

## 연혁
- 2008년 4월 : 착공
- 2009년 12월 : 준공
- 2010년 9월 : 정식개관
- 2011년 9월 : 관람료 징수

## 시설 현황
1층 전시교육실은 고금의 천문기상과학관을 한 공간안에서 엿볼 수 있는 체험 위주의 전시교육시설이고, 시청 각실은 대형 스크린과 40석의 관람 공간을 통해 과학영화 및 다큐멘터리 상영과 천문강연, 발표회 등을 위한 다목적 공간이며, 천체투영실은 8.8m 돔 스크린에 투영된 가상 별자리 영상 및 별자리 설명과 다양한 천문현상 및 특수효과가 가미된 돔영상을 관람할 수 있는 시설이다.  2층 보조관측실은 슬라이드돔 안에서 5대의 천체망원경과 다수의 대형 쌍안경을 통해 다양한 대상을 볼 수 있는 천체 관측 공간이며, 주관측실은 원형돔 안에서 600mm 리치-크레티앙 반사 망원경을 통해 천체를 관측할 수 있는 공간이다.
- 지상 1층
  - 관람시설: 시청각실, 전시교육실, 천체투영실, 크로마키체험, 류방택사료관
  - 편의시설: 테미원, 천상홀, 천시원, 화장실
  - 행정시설: 사무실, 관장실
- 지상 2층
  - 관람시설: 주관측실, 보조관측실
  - 편의시설: 자미원
  - 행정시설: 학술연구실
- 지하 1층